# Notion
Notion je webová aplikace vytvořená společností Notion Labs Inc. Společnost prezentuje svůj software jako pracovní prostor s velkým počtem typů nástrojů na jednom místě. Notion nabízí kromě verze zdarma i několik předplatných.

## Software
Notion je přizpůsobitelný online prostor k zapisování, organizaci a plánování. Uživatelé ho mohou používat pro vlastní potřebu, práci v týmu i ve firmách. Aplikace je k dispozici na počítačích i mobilních zařízeních a prostřednictvím webových prohlížečů. Většina funkcí Notionu, včetně ukládání dat, vyžaduje internetové připojení.

## Funkce

### Bloky
Každý odstavec stránky je tzv. blok, který se dá přemístit a upravit několika způsoby. Bloky mohou obsahovat text, obrázek, podstránku, tabulku nebo třeba databázi.

### Databáze
Databáze v Notionu je nástroj pro organizaci dat. Uživatel může vytvořit databáze s různým typem zobrazení jako jsou tabulky, seznamy, kalendáře, časové osy, kanbany, galerie, grafy a formuláře. Dají se přizpůsobit pomocí filtrů, řazení, seskupení, automatizací, šablon či funkcí (tzv. formuly).

### Šablony
Notion poskytuje širokou škálu šablon, které může uživatel použít k vytvoření svého pracovního prostoru. Šablony mohou vytvářet i samotní uživatelé a mají možnost je dále sdílet.

### Propojení s dalšími nástroji
Aplikace umožňuje propojení s jinými nástroji jako např. Disk Google, Kalendář Google, Slack a GitHub.
Stránky lze exportovat z Notionu ve formě PDF, HTML nebo Markdown. Databáze je možné exportovat do CSV a celý pracovní prostor jako soubory HTML, Markdown nebo CSV.

### Notion AI
Notion AI je integrovaný generativní nástroj umělé inteligence, který pomáhá uživatelům brainstormovat, navrhovat, upravovat a shrnout obsah. Testovací verze byla spuštěna v listopadu 2022 a od února 2023 je dostupná uživatelům. Jednou z funkcí je chatbot, který odpovídá na dotazy pomocí informací ze stránek v Notionu. Dále AI poskytuje shrnutí textu, úpravy tónů, generování obsahu a dokáže organizovat data do tabulek. Nejnovější funkce z jara 2025 umí generovat databáze, tvořit pokročilé rešerše, používat napřímo modely ChatGPT a Claude a s funkcí Meeting notes zaznamenávat a přepisovat audio/videohovory a tvořit z nich souhrny.

### Notion Wiki
Jako kombinací Notion stránky a databáze funguje Notion Wiki. Ta má navíc určeného majitele a možnost přidat ověřené editory. Tato funkce umožňuje více uživatelům si wiki stránku zobrazit, ale pouze těm, kteří mají od majitele povolení ji upravit.

### Notion Calendar
Samostatná kalendářová aplikace, která vyšla v lednu 2024. Původně šlo o aplikaci Cron, kterou společnost Notion Labs Inc. koupila, redesignovala a propojila s Notionem. Kalendář umí zobrazit události z Google účtu, Apple účtu a Notion databází a nabízí mj. jednoduché sdílení dostupnosti pro plánování schůzek. 

### Notion Mail
Třetí aplikace ekosystému Notionu vznikla v dubnu 2025. Funguje jako e-mailový klient nad Gmailem a používá se v mnoha ohledech podobně jako Notion samotný (bloky při psaní, vlastní pohledy na data, šablony pro snadný začátek apod.). Mezi užitečné funkce patří připomínky, automatické štítkování přes AI nebo snippety pro snadné vložení často používaných textů. Díky propojení s Notion Calendar je možné také snadno sdílet svou dostupnost pro plánování schůzky.